# Casarabonela
Casarabonela és un poble de la província de Màlaga (Andalusia), que pertany a la comarca de la Sierra de las Nieves. La situació geogràfica del municipi, en el marge occidental de la comarca de la vall del riu Guadalhorce, el fa endinsar-se en la comarca natural de Ronda per Alcaparaín (1.200 m) i Prieta (1.521 m), fins a acostar-se al riu Turón en el seu límit amb el municipi d'El Burgo. En el centre del municipi, envoltat d'oliveres i camps de cereals s'aixeca la serra de La Robla (563 m), que treu el cap entre pinedes a la resta de les formacions de la Regió muntanyenca i als camps de Zalea, en el cor del Guadalhorce.

## Economia
Gaudeix d'un terreny calcari que permet l'horticultura en bancals que produïxen fruita i hortalisses. Ha estat declarat Reserva de la Biosfera per la UNESCO i integrada en el Parc Natural Sierra de les Nieves i el seu entorn.

## Història
L'àrea de Casarabonela ja estava habitada des de temps prehistòrics. Consta la presència humana en diversos jaciments de tallers lítics, soterraments i grutes amb estris quotidians. Durant la Guerra de Granada, Ferran el Catòlic va entrar en Qasr Bunayra el 15 de juny de 1485.

## Festes
- Creus de maig: primer dissabte de maig.
- Festes de Santiago Apòstol: últim cap de setmana de juliol o primer d'agost.
- Verge dels rondelas: 12 de Desembre.